# National Gallery of Victoria

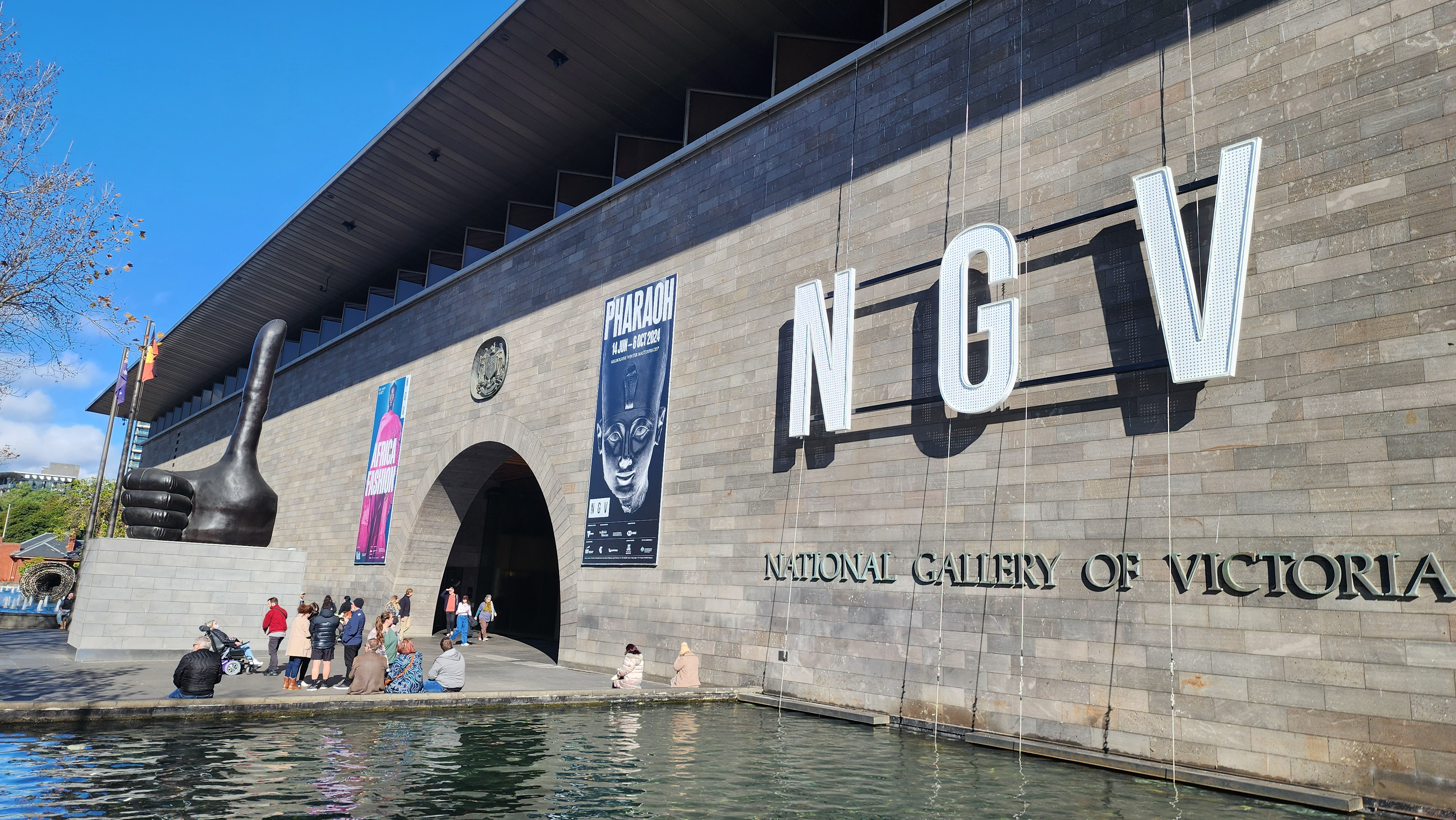
National Gallery of Victoria, Eingang 2024.

Die National Gallery of Victoria (NGV) ist ein Museum und eine Kunstgalerie in Melbourne im Stadtteil Southbank. Die 1861 eröffnete Galerie ist die älteste und größte öffentliche Galerie in Australien. Die Bezeichnung als Nationalgalerie von Victoria wird teilweise als irreführend angesehen, da Victoria keine souveräne Nation ist und Australien in Canberra die National Gallery of Australia (NGA) unterhält. Der Direktor der NGA wollte eine Änderung des Namens der NGV durchsetzen. Der Name der NGV, die 40 Jahre vor der Gründung des Commonwealth of Nations gegründet wurde, erinnert an die Zeit als Victoria eine eigene britische Kolonie war.
2017 hatte die Galerie 2,5 Millionen Besucher und gehört damit zu den meistbesuchten Kunstmuseen der Welt.

## Geschichte

### 19. Jahrhundert

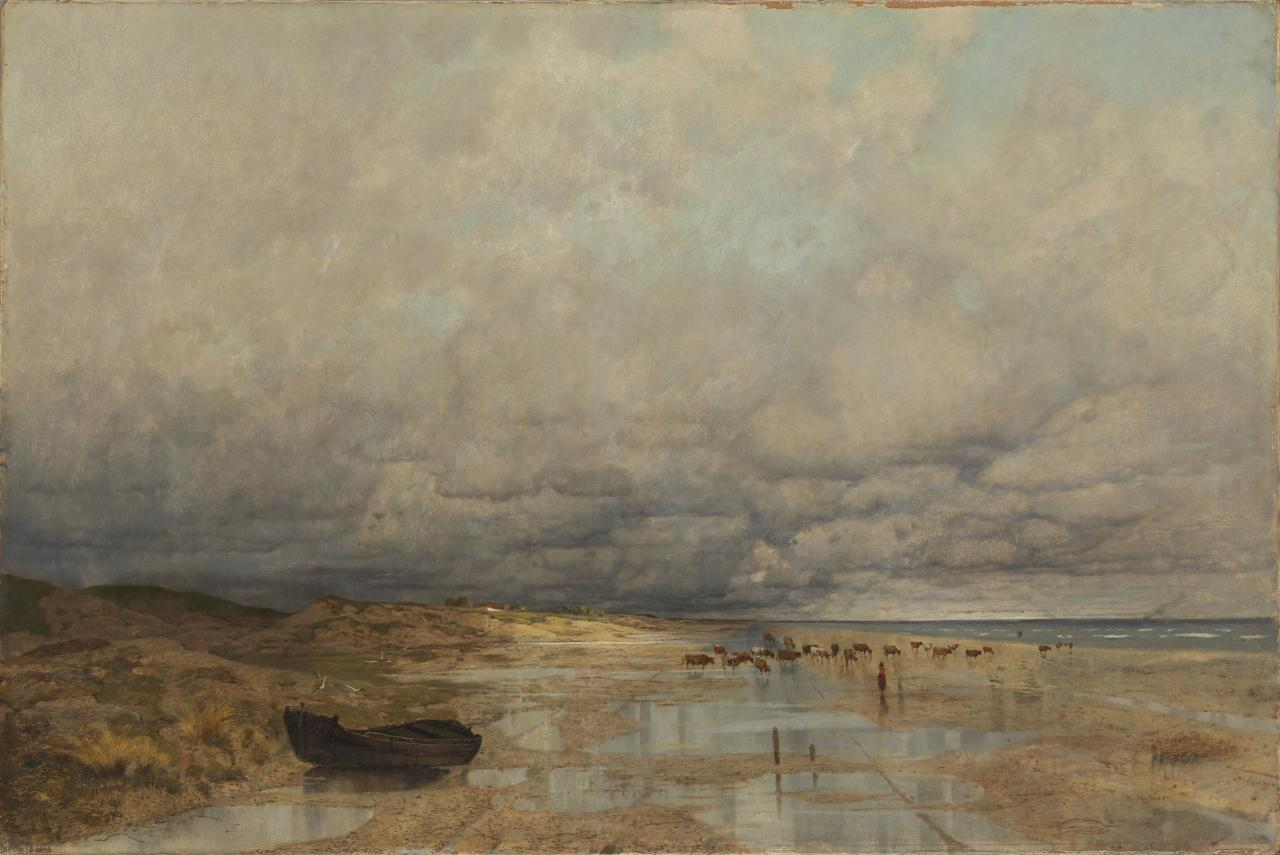
Karl Heffner (1849–1927): A flitting gleam before the storm (Flirrender Lichtschein vor dem Sturm), um 1880.

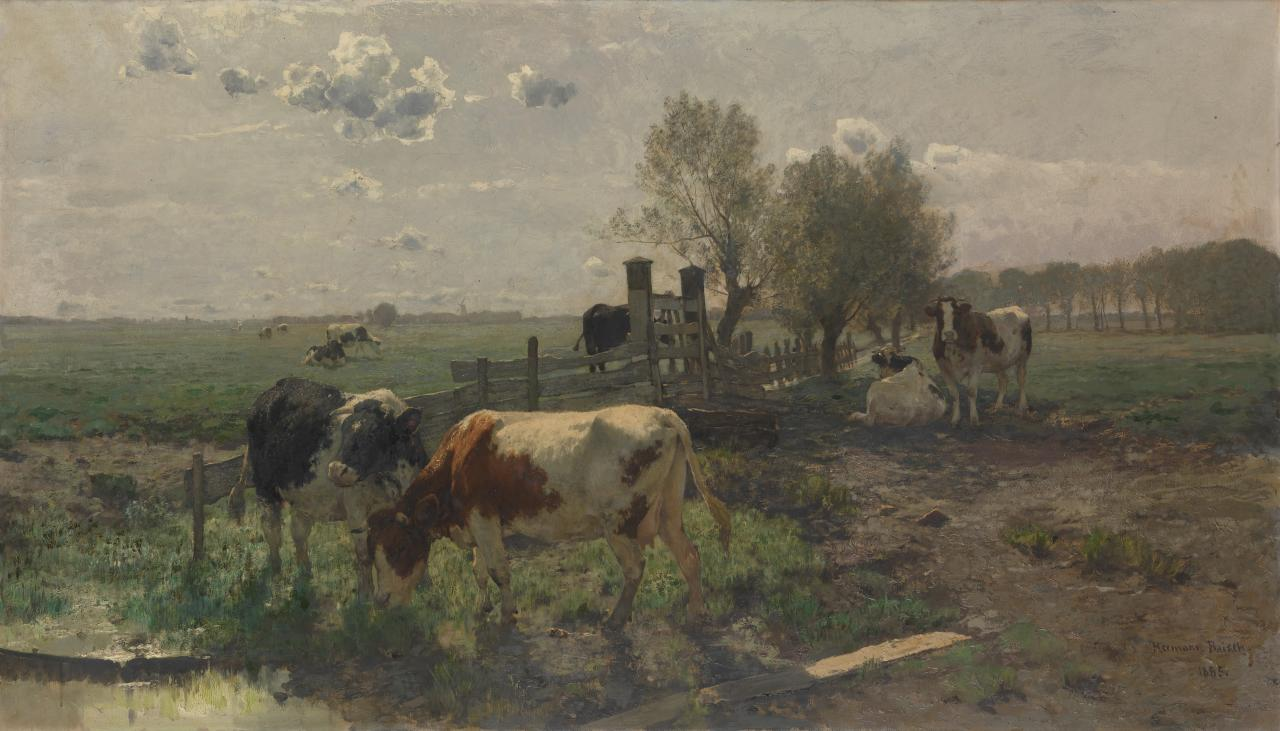
Hermann Baisch (1846–1894): Dutch pastures, morning (Holländische Weiden, morgens) 1885.

Die National Gallery of Victoria wurde im Zuge des wirtschaftlichen Aufschwungs nach dem Goldrausch von 1851 gegründet, als die Kolonie Victoria zur reichsten Australiens und Melbourne zur größten und wohlhabendsten Stadt des Landes wurde. 1859 stellte die Regierung von Victoria 2000 Pfund für den Erwerb von Gipsabgüssen von Skulpturen bereit, die 1861 im Museum of Art, dem Vorläufer der NGV, in der Public Library (heute State Library of Victoria) ausgestellt wurden. Ab den frühen 1860er Jahren wurden Mittel für den Ankauf von Originalgemälden britischer und einheimischer Künstler bereitgestellt. Diese Werke wurden ab Dezember 1864 in der neu eröffneten Gemäldegalerie ausgestellt, die bis 1882 von der Bibliothek verwaltet wurde. 1887 wurde die Buvelot Gallery eröffnet, 1892 folgten die Stawell Galleries (heute Cowen Galleries) und die LaTrobe Galleries.
Nicholas Chevalier entwarf 1860 große Pläne für ein Gebäude an der Ecke Lonsdale/Swanston Street, die jedoch nie realisiert wurden. Stattdessen wurde das Museum nach und nach erweitert. Im Jahr 1874 wurde die McArthur Gallery eröffnet, das erste eigens errichtete Galeriegebäude in der McArthur Hall der Bibliothek. 1867 wurde die Kunstschule der Galerie, die National Gallery of Victoria Art School, gegründet, die bis etwa 1910 das führende Zentrum für akademische Kunstausbildung in Australien war. Viele bedeutende australische Künstler gehörten zu ihren Absolventen.

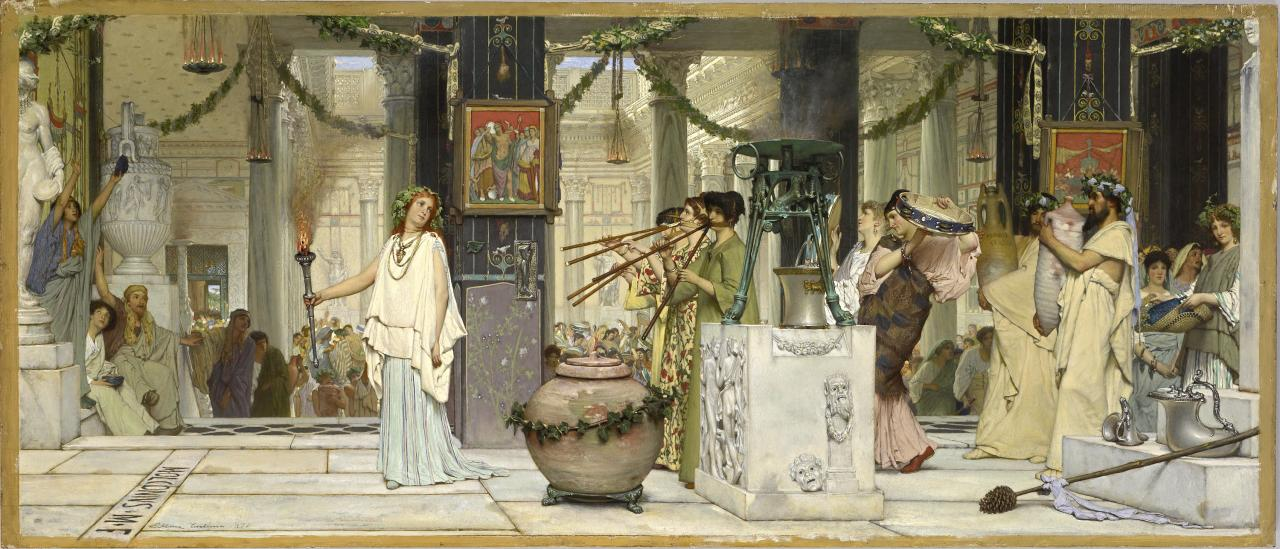
Lawrence Alma-Tadema: The vintage festival (Das Weinlesefest) 1871.

George Frederick Folingsby (1828–1891) Folingsby war seit 1882 Direktor der National Gallery of Victoria und Präsident der Kunstakademie. Folingsby spielte eine zentrale Rolle bei der Entwicklung und Sammlung deutscher Kunst in Australien, insbesondere in der National Gallery of Victoria. Unter seiner Leitung wuchs die Sammlung zeitgenössischer deutscher Malerei kontinuierlich an. Ein Schwerpunkt seiner Tätigkeit war der Ankauf deutscher Kunst, vor allem Werke der von ihm favorisierten Münchner Schule. G. F. Folingsby erwarb bedeutende deutsche Gemälde wie A Flitting Gleam before the Storm von Karl Heffner und Dutch Pastures, Morning von Hermann Baisch. Folingsby sammelte über 300 Werke, von denen einige noch heute in den Depots der National Gallery of Victoria lagern und teilweise noch unerforscht sind. 1888 erwarb die NGV ihr teuerstes Kunstwerk des 19. Jahrhunderts, The Vintage Festival von Lawrence Alma-Tadema für 4.000 Pfund. Nach George Frederick Folingsbys Tod 1891 übernahm die National Gallery of Victoria seine Kunstsammlung, aber später änderte sich die Sammlungspolitik der Galerie und das Interesse an deutscher Malerei ließ nach.

### 20. Jahrhundert

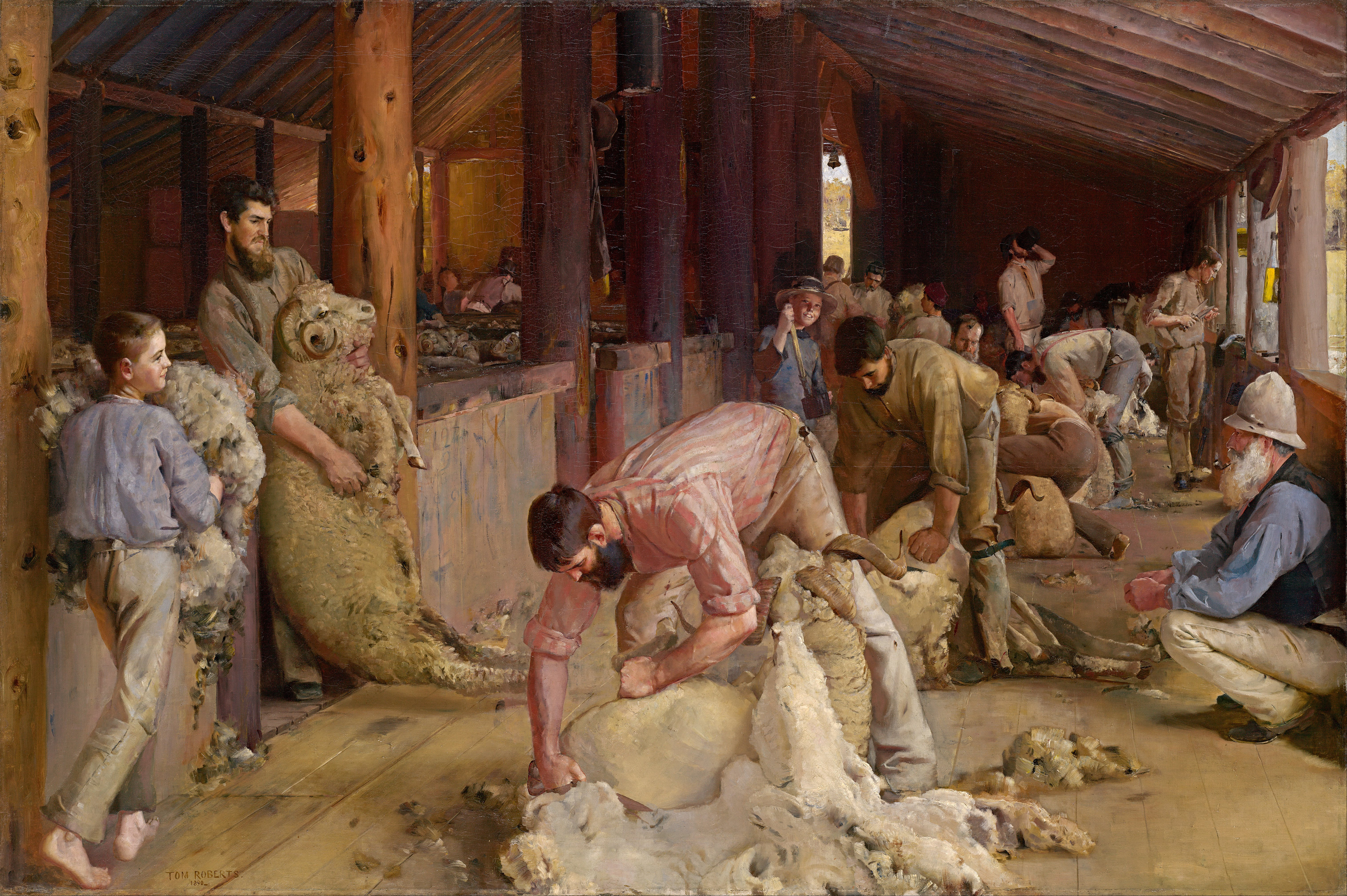
Tom Roberts (1856–1931): Shearing the rams, 1890 (Felton Bequest, 1932)

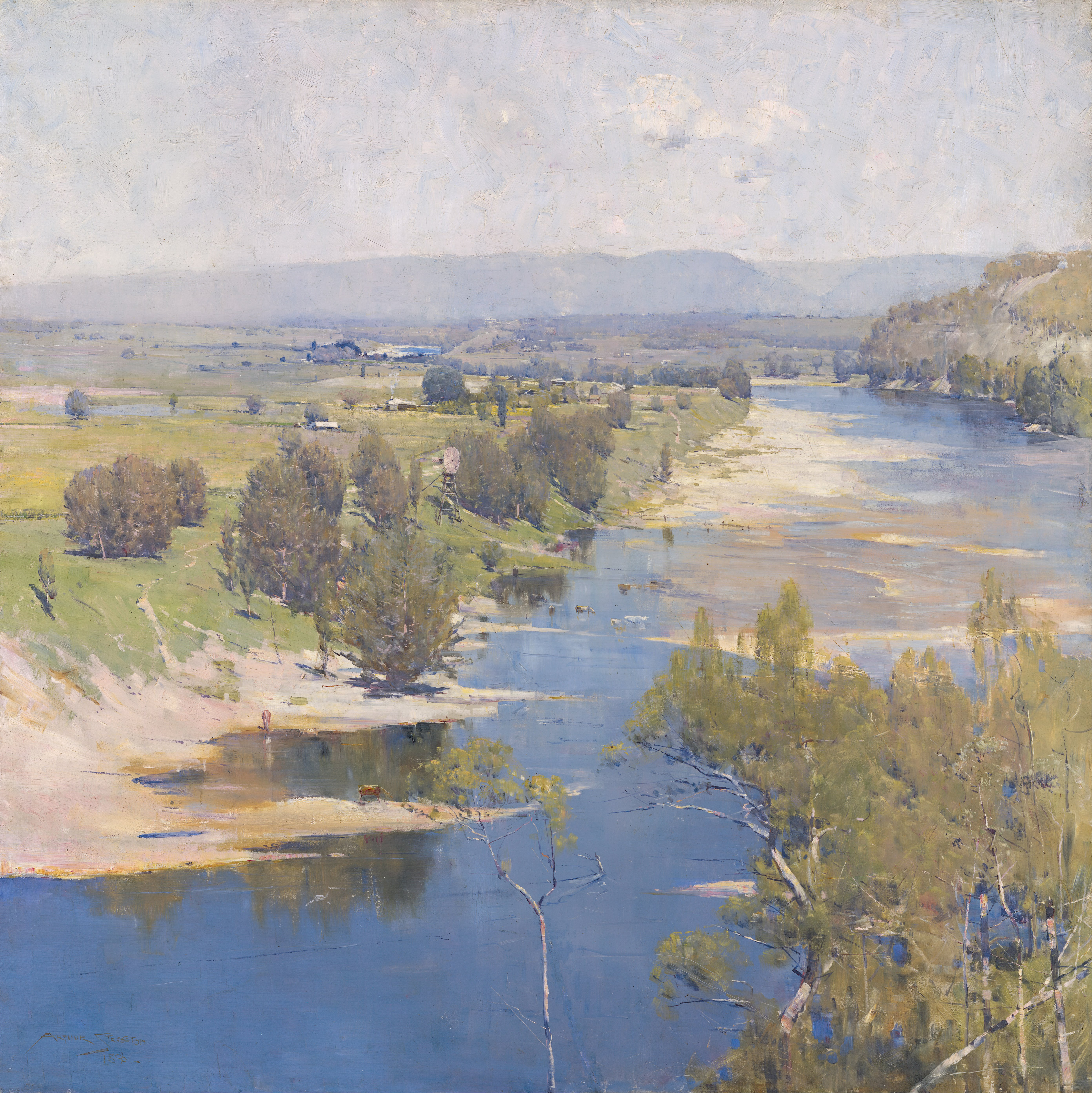
Arthur Streeton (1867–1943): The purple noon's transparent might, 1896.

Die Sammlung der National Gallery of Victoria wurde sowohl durch Schenkungen von Kunstwerken als auch durch Geldspenden aufgebaut. Die bedeutendste Schenkung war das Felton Bequest, das durch das Testament von Alfred Felton eingerichtet wurde und seit 1904 den Ankauf von mehr als 15.000 Kunstwerken ermöglichte. Trotz der Mittel aus dem Felton Bequest hatte die Galerie lange Zeit Pläne für den Bau eines permanenten Gebäudes, aber erst 1943 entschied sich die Regierung von Victoria für einen Standort im Wirth’s Park südlich des Yarra River. Im Februar 1960 wurden 3 Millionen Pfund für den Bau bereitgestellt und Roy Grounds als Architekt ausgewählt.
Das Gebäude wurde im Dezember 1967 fertiggestellt und am 20. August 1968 durch den Premierminister von Victoria, Henry Bolte, offiziell eröffnet. Ein herausragendes Merkmal des Gebäudes ist die von Leonard French entworfene Buntglasdecke, eine der größten abgehängten Glasdecken der Welt, die farbiges Licht auf den darunter liegenden Boden wirft. Eine weitere Besonderheit ist die Wasserwand im Eingangsbereich.
Im Jahr 1997 wurde eine umfassende Neugestaltung des Gebäudes beschlossen, für die der Architekt Mario Bellini ausgewählt wurde. Der Entwurf sah den Umbau fast aller Galerien vor, wobei nur die Außenfassade, der zentrale Innenhof und die Große Halle erhalten blieben. Ursprünglich war geplant, die Wasserwand zu entfernen, aber nach öffentlichen Protesten, wurde der Entwurf geändert und eine neue Wasserwand leicht versetzt vor der ursprünglichen errichtet.

## Sammlung

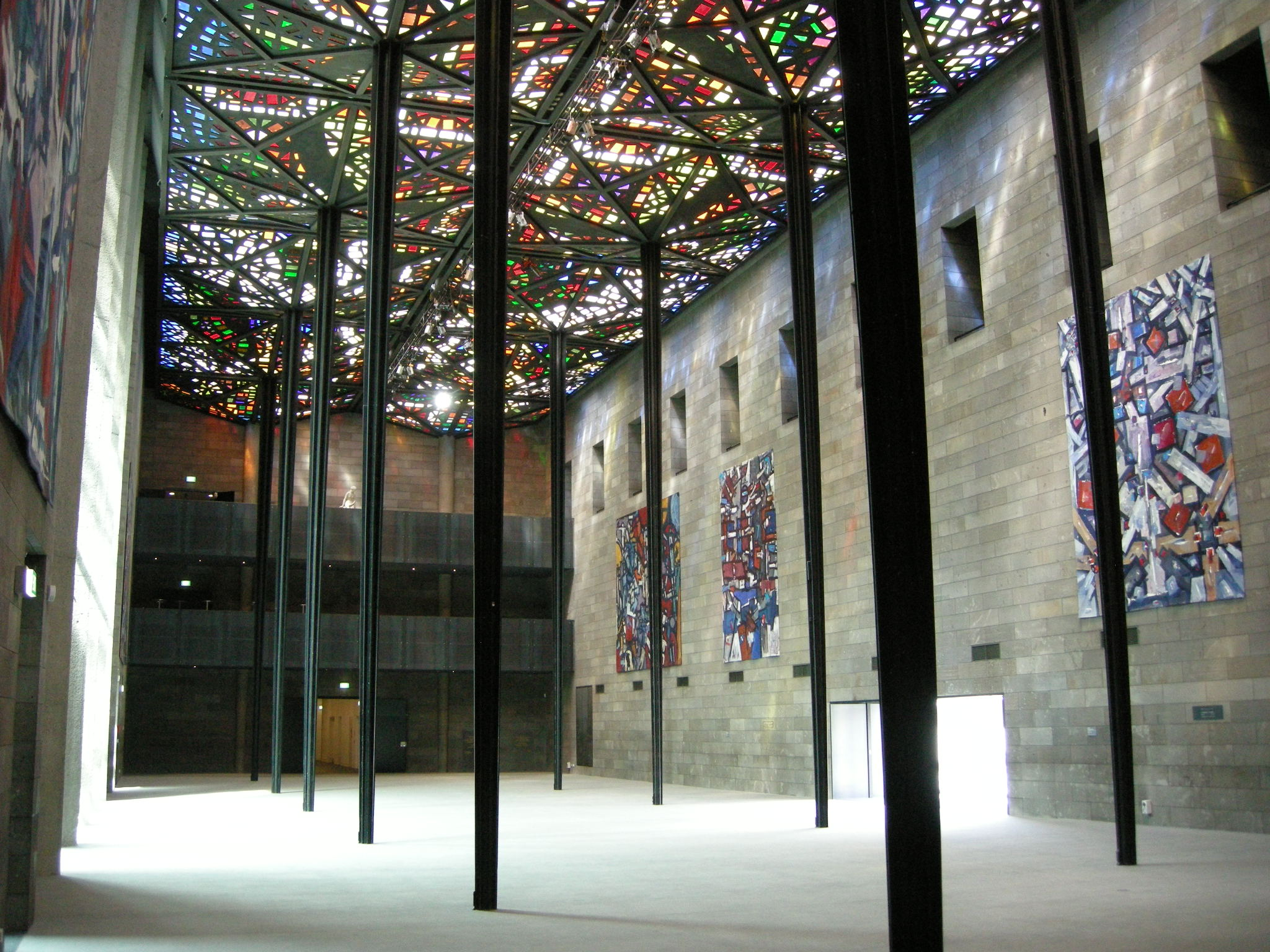
Die große Halle des NGV International mit Glaskunst von Leonard French

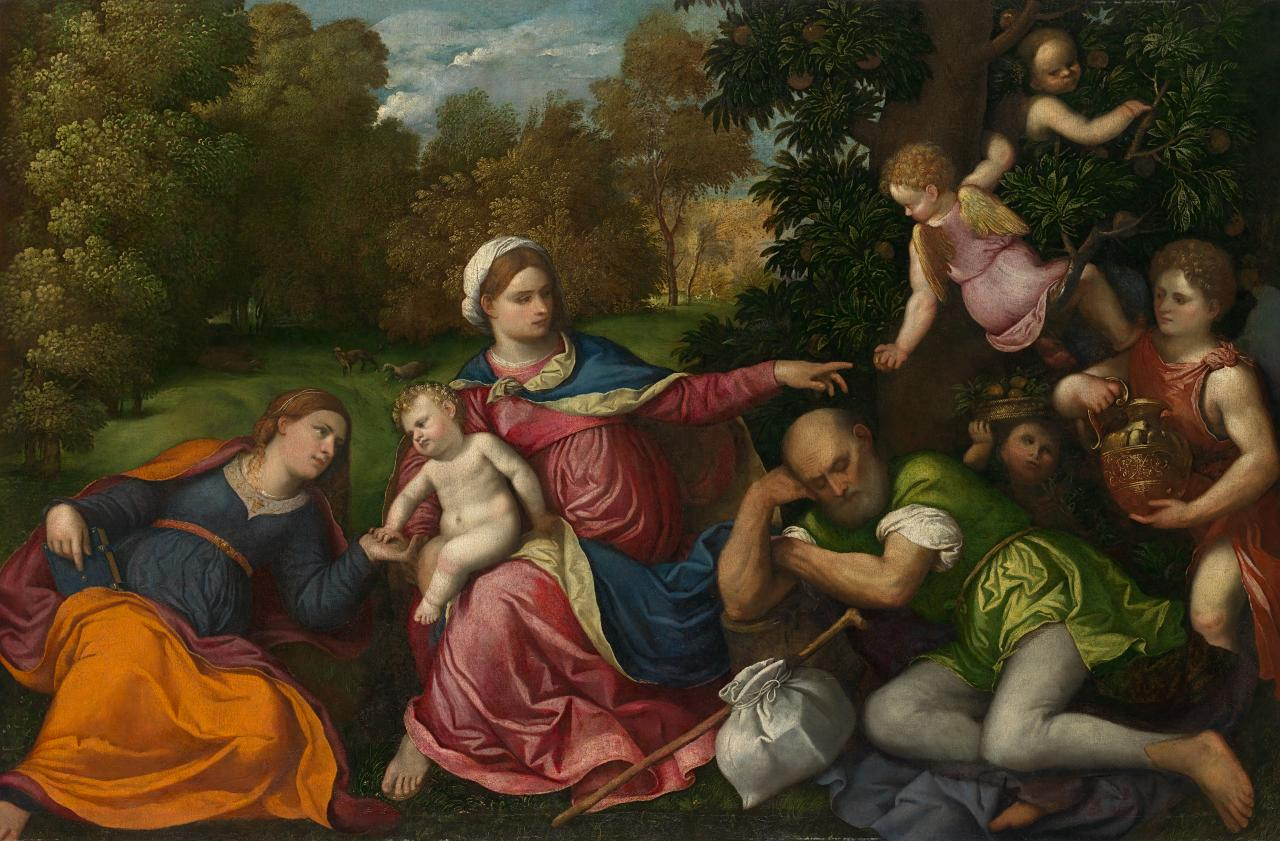
Paris Bordone: Rast auf der Flucht nach Ägypten mit der Heiligen Katharina und Engeln (um 1527–1530).

In dem Museum sind Werke aus allen Bereichen der Kunst bis hin zum Produktdesign ausgestellt. Insgesamt werden 75000 Werke aufbewahrt. Die National Gallery of Victoria beherbergt eine bedeutende Sammlung australischer Kunst des 19. und 20. Jahrhunderts, die sich vor allem durch die Darstellung der wichtigsten Bewegungen und Künstler auszeichnet. Sie wird im The Ian Potter Centre präsentiert.
- Heidelberg School (Australischer Impressionismus): Einige der berühmtesten Werke im NGV stammen von Künstlern dieser Bewegung, darunter: Tom Roberts’ „Shearing the Rams“ (1890), Arthur Streetons „The Purple Noon's Transparent Might“ (1896), Frederick McCubbins „Der Pionier“ (1904).
- Koloniale und frühe australische Kunst: Die Sammlung umfasst auch wichtige koloniale Kunstwerke, wie zum Beispiel die Werke von: John Glover und Eugene von Guerard, die für ihre Darstellungen der australischen Landschaft bekannt sind. Nicholas Chevaliers „Buffalo Ranges“ (1864), ein eindrucksvolles Beispiel früher Landschaftsmalerei.
- 20. Jahrhundert: Die moderne und zeitgenössische australische Kunst ist ebenfalls gut vertreten, mit Werken von: Russell Drysdale, bekannt für seine Fotos aus dem australischen Outback. Sidney Nolan, insbesondere seine Ned Kelly Serie. Margaret Preston, die mit ihren lebhaften Stillleben und ihrem Interesse an Motiven der Ureinwohner Australiens eine Schlüsselrolle bei der Gestaltung der modernen australischen Kunst spielte.
- Neben australischen Künstlern enthält das Museum auch Werke von Pablo Picasso (Keramik und Druckgrafik),[6] Giambattista Pittoni,[7] Gian Lorenzo Bernini,[8] Marco Palmezzano,[9] Rembrandt (Druckgrafik),[10] Peter Paul Rubens (Druckgrafik), Giovanni Battista Tiepolo, Paolo Uccello[11] und Paolo Veronese (Druckgrafik). Der teuerste Einzelankauf war ein Bild des Malers Paris Bordone für 3,8 Millionen AUD.

In der Abteilung Design werden historische Fahrzeuge, wie ein Bugatti Type 57, Möbel, wie der Lounge Chair der Eames oder der Schwan von Arne Jacobsen, sowie weitere Produkte gezeigt.

### Picasso-Diebstahl
Das Ölgemälde „Die weinende Frau“ von Pablo Picasso wurde am 4. August 1986 gestohlen. Zu der Tat bekannten sich die „Australian Cultural Terrorists“, die mit der Aktion gegen die australische Kunstpolitik protestieren wollten. Eine Woche später wurde das Bild im Schließfach 227 des Bahnhofs Melbourne Southern Cross wiedergefunden, nachdem ein anonymer Anrufer den Ort bei der Zeitung The Age gemeldet hatte. Die Täter konnten nicht ermittelt werden.

## Gebäude

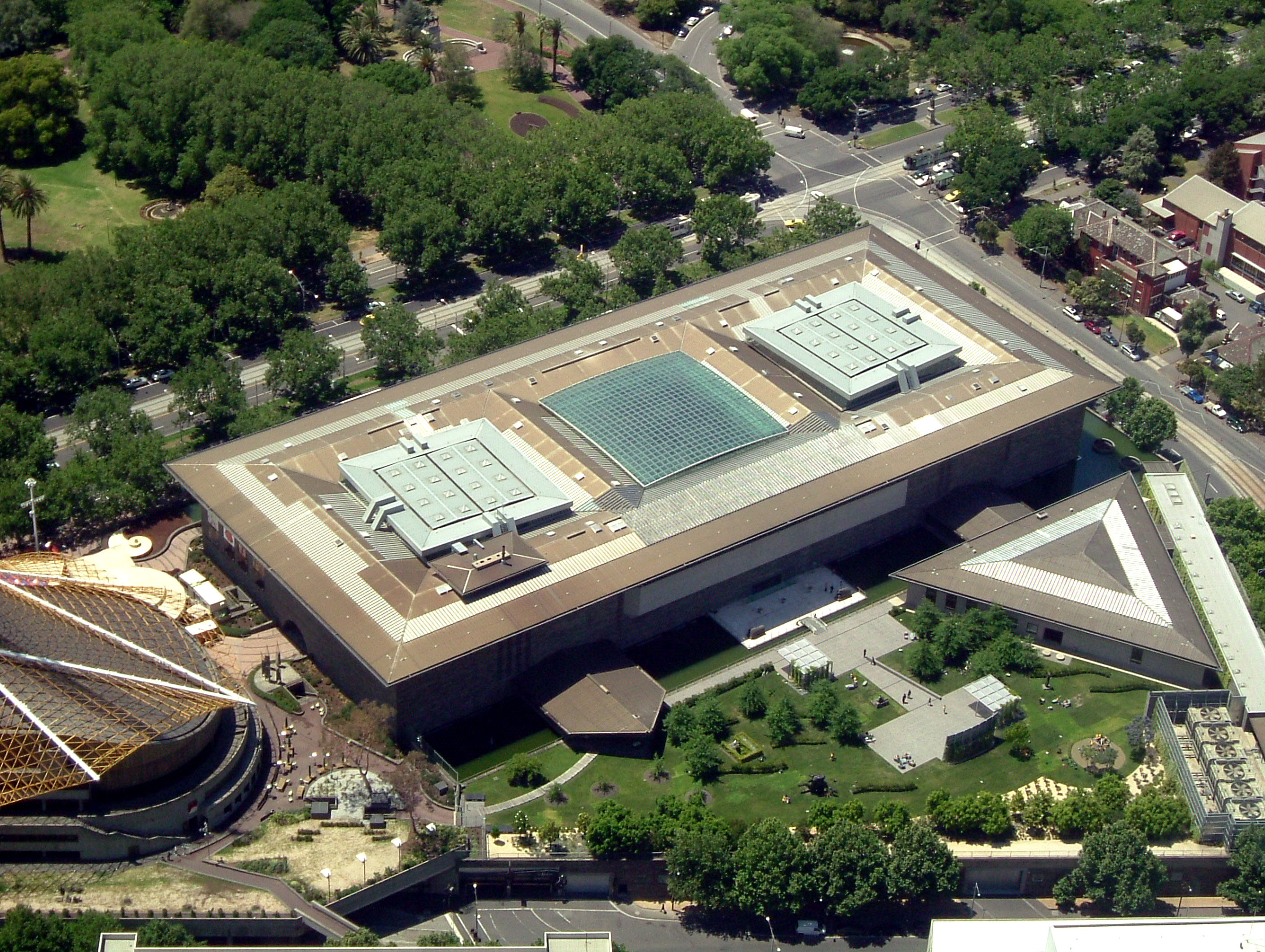
Aufnahme des Museums vom Eureka Tower

Das Architekturbüro Grounds Romberg Boyd erhielt 1959 den Auftrag, eine neue Galerie und ein Kulturzentrum zu errichten. Als sich Roy Grounds 1962 von der Firma trennte, nahm er den Auftrag mit. Im Dezember 1967 wurde das Gebäude an der St. Kilda Road eröffnet, das fortan als NGV International bezeichnet wurde. Mario Bellini renovierte das nahe dem Yarra River gelegene Gebäude von 1999 bis 2003.
Mit dem Ian Potter Centre eröffnete 2003 ein zweites Gebäude auf der anderen Seite des Yarra River. Das Gebäude liegt am Federation Square, dem Kunst- und Galerieblock von Melbourne. Im Ian Potter Centre, benannt nach dem 1994 verstorbenen australischen Geschäftsmann und Philanthropen Ian Potter, ist die australische Kunst ausgestellt, während im Hauptgebäude internationale Kunst gezeigt wird.